# Marietta Anca

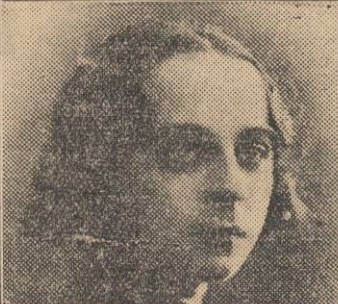
Marietta Anca în 1931 (anul absolvirii Conservatorului)

Marietta Anca, pe numele real Maria Anca, menționată uneori Marieta Anca, (n. 11 ianuarie 1911, Copalnic-Mănăștur, Austro-Ungaria – d. 31 decembrie 1988) a fost o actriță română de teatru.

## Biografie
S-a născut la 11 ianuarie 1911 în satul Copalnic-Mănăștur din comuna Copalnic-Mănăștur (atunci în comitatul Solnoc-Dăbâca al Austro-Ungariei, în prezent în județul Maramureș al României), în familia medicului Anca. Fratele ei a fost Leontin Anca, care a devenit ulterior dirijor al Operei Române din Cluj. Tatăl lor, dr. Anca, era medic și a fost nevoit să profeseze în mediul rural, din cauza persecuției maghiare la adresa românilor, iar mama lor era nepoată de episcop. Familia s-a mutat la Cluj, după Unirea Transilvaniei cu România, și apoi la Oradea. Dr. Anca a îndeplinit în anii 1930 funcția de președinte al comitetului de plasă Mănăștur (județul Satu Mare) al Ligii Antirevizioniste Române, o instituție cu caracter național care avea ca scop lupta împotriva revizionismului maghiar, românizarea teritoriilor transilvănene alipite în 1918, eliminarea „elementelor străine periculoase” din cadrul instituțiilor publice și sprijinirea românilor din Ungaria.
Marietta a urmat studiile secundare la Oradea și apoi cursurile Conservatorului de Muzică și Artă Dramatică din București (la îndemnul artistului Ion Manolescu, care i-a devenit apoi profesor), pe care le-a absolvit în anul 1931 cu premiul I. După absolvire, a fost angajată de Alexandru Mavrodi la Teatrul Național „I. L. Caragiale” din București. În anul 1931 a devenit studentă în anul I la Facultatea de Filozofie a Universității din București. A debutat ca actriță în octombrie 1931 pe scena Teatrului Național în spectacolul Noaptea regilor de William Shakespeare. Recunoașterea talentului actoricesc a venit odată cu rolul din piesa Intrigă și amor de Schiller.
A fost căsătorită cu actorul A. Pop-Marțian (1934) și apoi cu scriitorul Ion Marin Sadoveanu (1939).
Actrița Marietta Anca a pus în pericol spectacolul de inaugurare al stagiunii teatrale 1957/1958 prin părăsirea neașteptată a repetițiilor cu puține zile înaintea premierei piesei Judecata focului de Al. Adamescu (pusă în scenă de Miron Nicolescu), declarând cu acest prilej că refuză rolul principal care-i fusese încredințat. Motivul acestui refuz s-ar fi datorat nemulțumirii actriței față de tratarea nepotrivită a unui subiect religios (înfierarea opresiunii feudale catolice din secolul al XIII-lea), ca urmare a faptului că ea era o credincioasă înfocată. Actul ei de revoltă a fost consemnat în presă, un fapt neobișnuit în acea vreme: cronicarul revistei Contemporanul a scris cu acest prilej, într-un articol intitulat „Gestul reprobabil al unei actrițe” și publicat la 13 septembrie 1957, că atitudinea actriței a provocat indignare în rândul colegilor ei și l-a determinat pe directorul Teatrului Național, Ion Marin Sadoveanu, să o înlocuiască în grabă pe Marietta Anca cu artista emerită Irina Răchițeanu-Șirianu (care a fost nevoită să depună eforturi pentru a pregăti rolul în timpul scurt rămas până la premieră) și să o retrogradeze pe timp de trei luni ca sancțiune disciplinară pentru „o manifestare cu totul opusă muncii temeinice și serioase pe care o depune în aceste zile întregul ansamblu al teatrului”. Potrivit cercetătorului Lucian Sinigaglia, sancționarea actriței și publicarea în presă a acestei decizii au fost probabil o consecință a măsurilor de reprimare a oricărei încercări de răzvrătire, puse în practică în urma Revoluției Maghiare din 1956, și a faptului că autorul piesei era de fapt Alexandru Voitinovici, președintele Tribunalului Suprem al Republicii Populare Romîne.
A decedat la 31 decembrie 1988 și a fost înhumată în comuna natală Copalnic-Mănăștur. Anunțul mortuar a fost făcut de nepoții ei, iar printre cei care și-au exprimat condoleanțele cu acest prilej s-a numărat și actrița Cella Dima, colegă de generație, care a elogiat-o ca o „mare, inegalabilă artistă” și „o strălucită personalitate” a teatrului românesc.

## Distincții
- Ordinul „Coroana României” în gradul de Cavaler (31 mai 1932)[11]
- Ordinul „Meritul Cultural” în gradul de Medalie cl. I, pentru teatru (1 februarie 1943)[12]
- Medalia Muncii (23 ianuarie 1953) „pentru merite deosebite, pentru realizări valoroase în artă și pentru activitate merituoasă”[13]
- Ordinul Muncii clasa a III-a (10 august 1964) „pentru merite deosebite în opera de construire a socialismului, cu prilejul celei de a XX-a aniversări a eliberării patriei”[14]